# غيفورغ غازاريان
غيفورغ غازاريان (بالأرمنية: Գևորգ Ղազարյան)‏ (مواليد 5 أبريل 1988 في يريفان) لاعب كرة قدم أرميني دولي يجيد اللعب في خط الوسط. يلعب حاليا لصالح نادي بيونيك الأرميني منذ 2006.

## روابط خارجية
- غيفورغ غازاريان على موقع الاتحاد الأوربي (الإنجليزية)
- غيفورغ غازاريان على موقع اتحاد أوكرانيا (الإنجليزية)
- غيفورغ غازاريان على موقع قاعدة بيانات كرة القدم.إي يو (الإنجليزية)
- غيفورغ غازاريان على موقع ناشيونال فوتبول تيمز (الإنجليزية)
- غيفورغ غازاريان على موقع Soccerway.com (الإنجليزية)
- غيفورغ غازاريان على موقع عالم كرة القدم.نت (الإنجليزية)
- غيفورغ غازاريان على موقع AS.com (الإسبانية)